# 에탄올
에탄올(영어: ethanol, 문화어: 에타놀)은 화학식이 C2H6O인 유기 화합물로 알코올의 한 종류이다. 에탄올은 또한 에틸 알코올(영어: ethyl alcohol, 문화어: 에틸 알콜), 그레인 알코올(영어: grain alcohol, 문화어: 그레인 알콜), 주정(酒精, 영어: spirit), 드링킹 알코올(영어: drinking alcohol, 문화어: 드링킹 알콜), 단순하게 알코올(영어: alcohol, 문화어: 알콜)이라고 부르기도 한다. 에탄올의 시성식은 CH
3−CH
2−OH 또는 C
2H
5OH (하이드록실기에 연결된 에틸기)로도 쓸 수 있으며, 종종 EtOH로 약칭되기도 한다. 에탄올은 약간 특유한 냄새가 나는 휘발성, 인화성, 무색 액체이다. 에탄올은 향정신성 약물 및 기분전환용 약물이며 술(알코올 음료)에 들어 있는 활성 성분이다.
에탄올은 당을 효모로 발효시켜 자연적으로 생산하거나 에틸렌 수화와 같은 석유화학 공정을 통해 생산한다. 에탄올은 살균제 및 소독제와 같은 의료용으로도 사용된다. 에탄올은 화학 용매 및 유기 화합물의 합성에도 사용된다. 에탄올은 연료로도 사용된다.

## 어원
에탄올이란 명칭은 2개의 탄소 원자를 가지고 있는 알킬기인 에틸기(접두사 "eth-")와 이들 사이의 단일 결합(접요사 "-an-")과 부착된 작용기인 하이드록실기(−OH) (접미사 "-ol")로 구성된 화합물에 대해 국제 순수·응용 화학 연합(IUPAC)에서 정의한 계통명이다.
"에틸 알코올"의 "eth-" 접두사와 한정자 "ethyl"은 독일의 화학자 유스투스 폰 리비히가 1834년에 "C
2H
5−" 작용기에 할당한 "ethyl"이라는 이름에서 유래하였다. 리비히는 화합물 C
2H
5−O−C
2H
5 (일반적으로 영어로 "에터(ether)"라고 하며, 보다 구체적으로는 "다이에틸 에터(diethyl ether)"라고 함)의 독일어 이름인 "Aether"라는 단어로부터 용어를 만들었다. 옥스포드 영어사전에 따르면 "ethyl"은 고대 그리스어인 αἰθήρ (aithḗr, "upper air")와 그리스어 ὕλη (hýlē, "substance")의 축약형이다.
에탄올이라는 용어는 1892년 4월에 스위스 제네바에서 개최된 화학명에 관한 국제 회의에서 채택된 결의에 대한 결과로 만들어졌다.
"알코올(alcohol)"이라는 용어는 이제 화학 명명법에서 보다 넓은 부류의 물질들을 의미하지만, 일반적인 의미로는 주로 에탄올을 의미한다. "알코올"은 고대부터 화장품으로 사용되어 온 안티몬 분말 광석을 의미하는 아랍어 "al-kuḥl"의 중세 외래어이며, 그 의미는 중세 라틴어에서 유지되어 왔다. 에탄올에 대해서 "알코올"이란 단어를 사용(전체적으로 "포도주의 알코올")한 것은 근대에 들어와서이며, 최초로 기록된 것은 1753년이며, 18세기 후반 이전에 "알코올"이란 용어는 일반적으로 모든 승화되는 물질들을 지칭했다.

## 용도

### 의료용

#### 살균제 및 소독제
에탄올은 의료용 물티슈에 사용되며, 가장 일반적인 항균 및 항진균 효과를 지닌 소독제로 항균 손 소독제 젤에 사용된다. 에탄올은 막의 인지질 이중층을 용해하고 단백질을 변성시켜 미생물을 죽이며, 대부분의 세균, 곰팡이, 바이러스에 효과적이다. 그러나 에탄올은 세균의 포자에 대해서는 효과가 없으며, 과산화 수소를 사용하면 이를 완화시킬 수 있다. 에탄올은 최적의 항균 활성을 위해서 물 분자를 필요로 하기 때문에 70% 에탄올 용액이 순수 에탄올보다 더 효과적이다. 에탄올은 미생물 막을 완전히 투과할 수 없기 때문에 무수 에탄올은 미생물을 파괴시킬 수는 없고 비활성화시킬 수는 있다. 에탄올은 또한 세포막을 경계로 삼투압의 균형을 파괴하여 세포의 탈수를 유발시키고 물이 세포에서 빠져나가 세포를 죽게 만들기 때문에 살균제 및 소독제로 사용할 수 있다.
피부에 상처가 난 경우 상처를 소독하기 위한 드레싱 용도로 쓰인다.

#### 해독제 역할
에탄올은 에틸렌 글리콜 중독 및 메탄올 중독에 대한 해독제로 투여될 수 있다.

#### 약용 용매
고농도의 에탄올은 종종 많은 불용성 약물 및 관련 화합물을 용해시키는 데 사용된다. 예를 들어 진통제, 기침약, 감기약 및 구강 세정제의 액체 제제는 에탄올을 최대 25%까지 함유할 수 있으며, 알코올 유발 호흡기 반응과 같은 에탄올에 대해 부작용이 있는 사람은 이를 피해야 한다. 에탄올은 주로 아세트아미노펜, 철분 보충제, 라니티딘, 푸로세미드, 만니톨, 페노바르비탈, 트리메토프림/설파메톡사졸 및 처방전 없이 구입할 수 있는 기침약을 포함한 700가지 이상의 약액 제제에 항균 보존제로 첨가되어 있다.

#### 약리학
포유류에서 에탄올은 주로 알코올 탈수소효소(ADH)에 의해 간과 위에서 대사된다. 알코올 탈수소효소는 에탄올이 아세트알데하이드(에탄알)로 산화되는 것을 촉매한다.
CH3CH2OH + NAD+ → CH3CHO + NADH + H+
에탄올의 이러한 대사는 에탄올이 상당한 농도로 존재하는 경우 사람에서 사이토크롬 P450 효소 CYP2E1에 의해 추가적인 도움을 받으며, 미량인 경우에는 카탈레이스에 의해 대사된다.
생성되는 대사 중간생성물인 아세트알데하이드는 발암 물질로 알려져 있으며 에탄올 그 자체보다 사람에게 훨씬 더 큰 독성을 나타낸다. 일반적으로 알코올 중독과 관련된 많은 증상과 에탄올의 장기간 섭취와 관련된 건강상의 위험은 아세트알데하이드의 사람에 대한 독성에 기인하는 것일 수 있다.
아세트알데하이드의 아세트산으로의 후속적인 산화는 알데하이드 탈수소효소(ALDH)에 의해 수행된다. 이 효소의 비활성화 또는 기능 장애 형태를 암호화하고 있는 ALDH2 유전자의 돌연변이는 동아시아 인구의 약 50%에 영향을 미치며, 피부가 일시적으로 붉어질 수 있는 특징적인 알코올 홍조 반응과 관련되고 종종 불쾌한 아세트알데하이드 독성 증상을 유발할 수 있다. 이 돌연변이는 일반적으로 동아시아인의 약 80%에서 알코올 탈수소효소 ADH1B의 또 다른 돌연변이를 동반하며, 이는 에탄올을 아세트알데하이드로 전환하는 촉매 효율을 향상시킨다.

### 기분전환용
에탄올은 중추신경계 억제제로서 가장 일반적으로 소비되는 향정신성 약물 중 하나이다.
에탄올의 향정신성 특성 및 발암성에도 불구하고 에탄올은 쉽게 구할 수 있으며, 대부분의 국가에서 합법적으로 판매된다. 그러나 주류의 판매, 수출 및 수입, 과세, 제조, 소비 및 소지를 규제하는 법률이 있다. 가장 흔한 규제는 미성년자에게 판매를 금지하는 것이다.

### 연료

#### 엔진 연료
| 연료 종류                                            | MJ/L | MJ/kg | 옥탄가              |
| ---------------------------------------------------- | ---- | ----- | ------------------- |
| 마른 나무 (20% 수분)                                 |      | ~19.5 |                     |
| 메탄올                                               | 17.9 | 19.9  | 108.7               |
| 에탄올                                               | 21.2 | 26.8  | 108.6               |
| E85 (에탄올 85% + 휘발유 15%)                        | 25.2 | 33.2  | 105                 |
| 액화천연가스 (LNG)                                   | 25.3 | ~55   |                     |
| 자동차 연료용 가스 (LPG) (프로페인 60% + 뷰테인 40%) | 26.8 | 50    |                     |
| 항공 휘발유 (항공유가 아닌 고옥탄가 휘발유)          | 33.5 | 46.8  | 100/130 (lean/rich) |
| 가소홀 (휘발유 90% + 에탄올 10%)                     | 33.7 | 47.1  | 93/94               |
| 보통 휘발유                                          | 34.8 | 44.4  | min. 91             |
| 고급 휘발유                                          |      |       | max. 104            |
| 경유                                                 | 38.6 | 45.4  | 25                  |
| 목탄                                                 | 50   | 23    |                     |

에탄올의 가장 큰 단일 용도는 엔진 연료 및 연료 첨가제로 사용하는 것이다. 특히 브라질은 에탄올을 엔진 연료로 사용하는 것에 크게 의존하고 있는데, 이는 부분적으로 세계 최고의 에탄올 생산국으로서의 선도적인 역할 때문이다. 브라질에서 판매되는 휘발유에는 최소 25%의 무수 에탄올이 포함되어 있다. 수화 에탄올(약 95% 에탄올, 물 5%)은 브라질에서 판매되는 신형 휘발유 연료 자동차의 90% 이상에서 연료로 사용할 수 있다. 브라질산 에탄올은 사탕수수를 원료로 생산되며, 이는 다른 에너지 작물에 비해 상대적으로 높은 생산성(에탄올을 생산하는 데 사용되는 화석 연료보다 830% 더 많은 연료)을 가지고 있다. 미국 및 기타 여러 나라에서는 주로 E10 (10% 에탄올, 때로는 가소홀이라고도 함)과 E85 (85% 에탄올) 에탄올/가솔린 혼합물을 사용한다.

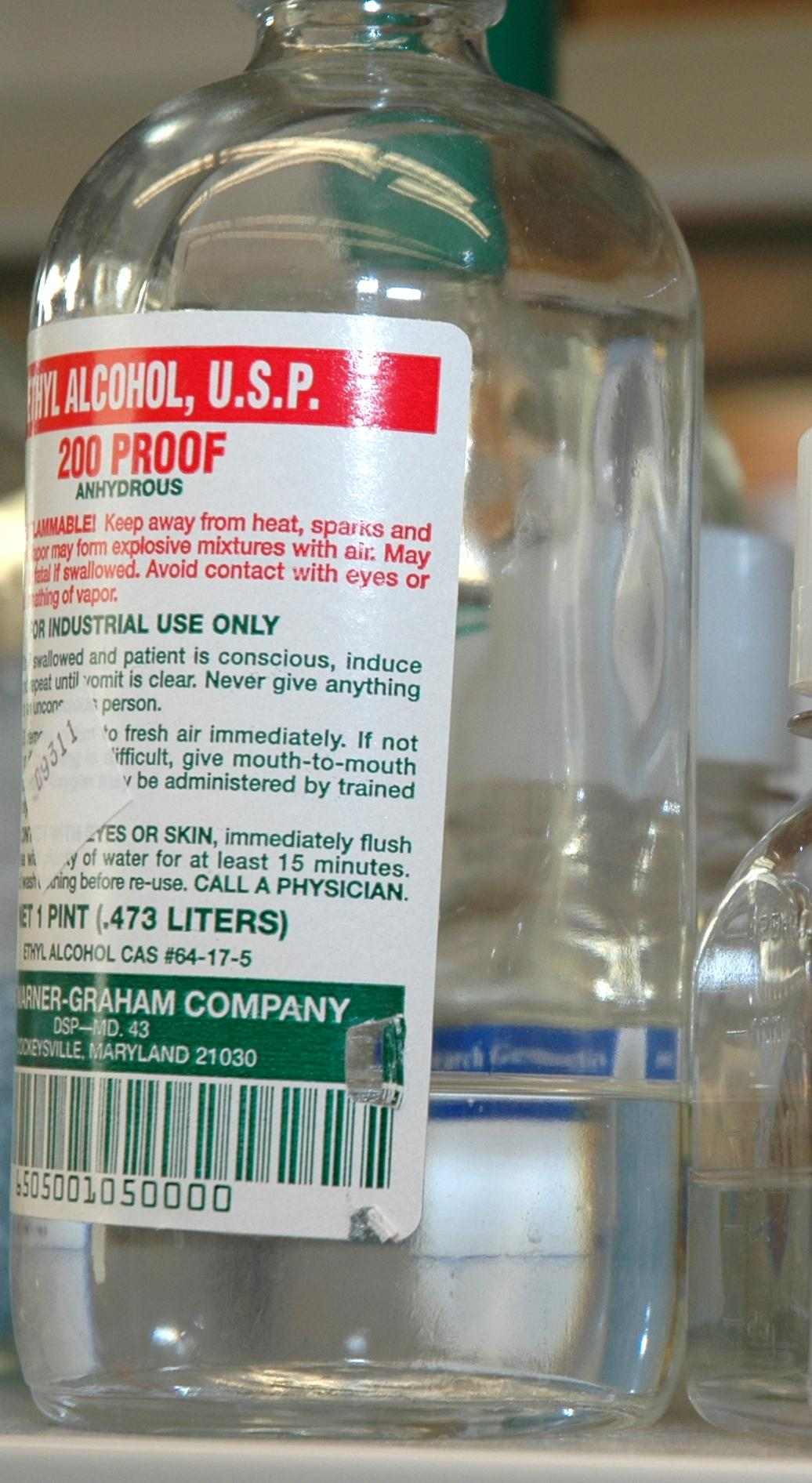
실험실용 USP 등급 에탄올

오스트레일리아 법률은 사탕수수 폐기물을 원료로 만든 순수 에탄올의 사용을 자동차에서 10%로 제한한다. 오래된 자동차(및 더 느린 연소 연료를 사용하도록 설계된 빈티지 자동차)는 엔진 벨브를 업그레이드하거나 교체해야 한다.
산업 이익 단체에 따르면 연료로서 에탄올은 일산화 탄소, 미립자 물질, 질소 산화물 및 기타 오존 형성 오염 물질의 유해한 배기관 배출을 줄인다. 아르곤 국립 연구소는 다양한 엔진 및 연료 조합의 온실 가스 배출량을 분석한 결과, 순수 가솔린에 비해 바이오디젤/페트로디젤 혼합(B20)이 8%, 기존의 E85 에탄올 혼합이 17%, 셀룰로스 에탄올이 64% 감소한 것으로 나타났다. 에탄올은 가솔린보다 연구 옥탄가(RON)가 훨씬 더 높기 때문에 사전 점화가 덜 발생하여 더 나은 점화 진행을 가능하게 하며, 이는 낮은 탄소 배출과 더불어 토크 및 효율성이 더 높다는 것을 의미한다.
내연 기관에서 에탄올의 연소는 가솔린에 의해 생성되는 불완전 연소 생성물의 대부분과 훨씬 더 많은 양의 폼알데하이드 및 아세트알데하이드와 같은 화합물을 생성한다. 이것은 훨씬 더 큰 광화학적 반응성과 지상에서 더 높은 수준의 오존을 야기한다. 이러한 데이터는 연료 배출량에 대한 청정 연료 보고서 비교에 통합되었으며, 에탄올 배출은 가솔린 배출량보다 2.14 배 많은 오존을 생성한다는 것을 보여준다. 이것이 청정 연료 보고서의 맞춤형 지역 오염 지수(LPI)에 추가되면 에탄올의 지역 오염(스모그에 기여하는 오염) 수치는 1.7로 휘발유가 1.0이며, 숫자가 높을수록 더 큰 오염을 의미한다. 캘리포니아 대기 자원 위원회는 2008년에 폼알데하이드에 대한 통제 표준을 기존의 NOx 및 반응성 유기 가스(ROG)와 마찬가지로 배기가스 통제 그룹으로 인정함으로써 이 문제를 공식화했다.
2006년 전세계 에탄올 생산량은 51 기가리터 (1.3×1010 US gal)였으며, 전세계 공급량의 69%를 브라질과 미국에서 생산했다. 브라질 자동차의 20% 이상이 100% 에탄올을 연료로 사용할 수 있으며, 여기에는 에탄올 전용 엔진과 가변 연료 엔진이 포함된다. 브라질에서 가변 연료 엔진은 모든 에탄올, 모든 휘발유 또는 이 둘의 혼합물로 작동할 수 있다. 미국에서 가변 연료 차량은 더 높은 에탄올 혼합물이 아직 허용되지 않거나 효율적이지 않기 때문에 0%에서 85% 에탄올 (15% 휘발유)로 달릴 수 있다. 브라질은 국내에서 재배한 사탕수수로 에탄올을 생산하는 대규모 국가 기반 시설을 갖추고 있으며, 에탄올 연료 자동차를 지원한다. 사탕수수는 옥수수보다 수크로스의 농도가 높을 뿐만 아니라(약 30%) 추출하기도 훨씬 쉽다. 이 과정에서 생성된 버개스는 버려지지 않고 발전소에서 전기를 생산하는 데 사용된다.
미국에서 에탄올 연료 산업은 주로 옥수수를 기반으로 한다. 재생 연료 협회에 따르면 2007년 10월 30일을 기준으로 미국의 131개의 곡물 에탄올 바이오 정제소는 연간 70억 미국 갤런 (26,000,000 m3)의 에탄올을 생산할 수 있는 능력을 갖추고 있다. 미국에서 진행 중인 추가적인 72건의 건설 프로젝트는 향후 18개월 뒤에 64억 미국 갤런 (24,000,000 m3)의 에탄올을 새롭게 생산할 수 있는 능력을 갖출 수 있도록 할 것이다. 시간이 지나면 연간 약 1,500억 미국 갤런 (570,000,000 m3)의 휘발유 시장 중 일부가 연료 에탄올로 대체되기 시작할 것으로 보인다.
단수수는 에탄올의 또 다른 잠재적 공급원이며, 건조한 환경에서 재배하기에 적합하다. 반건조 열대지방 국제작물연구소(International Crops Research Institute for the Semi-Arid Tropics, ICRISAT)는 아시아와 아프리카의 건조 지역에서 연료, 식품 및 동물 사료의 공급원으로 단수수를 재배할 수 있는지에 대해 조사하고 있다. 단수수의 수분 요구량은 사탕수수의 1/3 밖에 되지 않는다. 또한 단수수는 옥수수보다 물이 약 22% 적게 필요하다. 세계 최초의 단수수 에탄올 증류소는 인도의 안드라 프라데시에서 2007년에 상업적 생산을 시작했다.
에탄올은 물과의 높은 혼화성으로 인해 액체 탄화수소와 같은 현대식 파이프라인을 통한 운송에는 적합하지 않다. 정비사들은 소형 엔진(특히 기화기)에 대한 손상 사례가 증가하는 것을 확인했으며, 이러한 손상은 연료의 에탄올에 의한 수분 보유의 증가로 인한 것이다.

#### 로켓 연료
에탄올은 액체 산소와 같은 산화제와 함께 초기 이중 추진 로켓(액체 추진) 발사체의 연료로 일반적으로 사용되었다. 제2차 세계 대전 시기의 선전명인 V-2 로켓으로 더 잘 알려져 있는 독일의 A-4 탄도 로켓은 우주 시대를 열었다는 평가를 받았으며 B-스토프(B-Stoff)의 주성분으로 에탄올을 사용했다. 이러한 명명법에 따라 에탄올을 25%의 물과 혼합하여 열소실의 온도를 낮춘다. V-2 로켓의 설계팀은 최초의 미국 인공 위성을 발사한 에탄올 연료 레드스톤 로켓을 포함하여 제2차 세계 대전 이후 미국의 로켓 개발을 도왔다. 에탄올은 현재 경량 로켓 구동 경주용 항공기에 사용되지만 에너지 밀도가 더 높은 로켓 연료가 개발됨에 따라 에탄올은 일반적으로 사용되지 않게 되었다.

#### 연료 전지
상업용 연료 전지는 개질된 천연 가스, 수소 또는 메탄올로 작동한다. 에탄올은 광범위한 가용성, 저렴한 비용, 고순도 및 낮은 독성으로 인해 매력적인 대안이다. 직접 에탄올 연료전지, 자동 열 개질 시스템 및 열 통합 시스템을 포함하여 시험에 들어간 광범위한 연료 전지 개념이 있다. 에탄올 연료전지의 상용화 초기에는 많은 단체들이 있었지만, 대부분의 작업은 연구 수준에서 수행되었다.

#### 가정용 난방 및 요리
에탄올 벽난로는 가정용 난방이나 장식용으로 사용할 수 있다. 에탄올은 요리용 스토브 연료로도 사용할 수 있다.

### 공급 원료
에탄올은 중요한 산업 재료이다. 에탄올은 할로젠화 에틸, 에틸 에스터, 다이에틸 에터, 아세트산 및 에틸아민과 같은 다른 유기 화합물들의 전구체로 널리 사용된다.

### 용매
에탄올은 그 분자 구조로 인해 극성, 친수성 및 비극성, 소수성 화합물을 모두 용해시킬 수 있기 때문에 보편적인 용매로 간주된다. 에탄올은 또한 끓는점이 낮기 때문에 다른 화합물을 용해하는 데 사용된 용액으로부터 쉽게 제거할 수 있기 때문에 식물성 오일의 추출제로 널리 사용된다. 대마초 오일의 추출 방법은 보통 에탄올을 추출 용매로 사용하고, 윈터리제이션으로 알려진 과정에서 용액으로부터 오일, 왁스 및 엽록소를 제거하기 위한 후처리 용매로도 에탄올을 사용한다.
에탄올은 페인트, 팅크제, 마커 및 구강 세정제, 향수, 탈취제와 같은 개인 위생 용품에서 발견된다. 그러나 다당류는 에탄올의 존재 하에서 수용액에서 침전되며, 이러한 이유로 에탄올 침전은 DNA 및 RNA의 정제에 사용된다.

### 저온 액체
에탄올은 −114.14 °C (−173.20 °F)의 낮은 어는점과 낮은 독성 때문에 때때로 실험실(드라이아이스 또는 기타 냉각제를 사용)에서 용기를 물의 어는점 미만의 온도로 유지하기 위한 냉각 수조로 사용한다. 같은 이유로 알코올 온도계의 활성 유체로도 사용된다.

## 화학

### 화학식
에탄올은 2탄소 알코올이다. 에탄올의 분자식은 CH3CH2OH이다. 다른 표기법은 CH3−CH2−OH이며, 이는 메틸기(CH3−)의 탄소가 메틸렌기(−CH2–)의 탄소에 부착되어 있고, 이에 더해 하이드록실기(−OH)의 산소가 부착되어 있음을 나타낸다. 에탄올은 다이메틸 에터의 구조 이성질체이다. 에탄올은 때때로 에틸기(C2H5−)를 나타내는 일반적인 유기화학 표기법인 "Et"를 사용하여 "EtOH"로 축약 표기한다.

### 물리적 특성

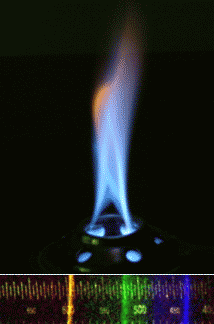
스펙트럼으로 나타낸 에탄올 연소

에탄올은 약간의 냄새가 나는 휘발성, 무색 액체이다. 에탄올은 보통의 빛에서 항상 보이지 않는 무연의 푸른 불꽃으로 연소된다. 에탄올의 물리적 특성은 주로 하이드록실기의 존재와 짧은 탄소 사슬로부터 비롯된다. 에탄올의 하이드록실기는 수소 결합에 참여할 수 있기 때문에 에탄올은 프로페인과 같은 비슷한 분자량을 갖는 덜 극성인 유기 화합물보다 점성이 더 있고 휘발성이 덜하다.
에탄올은 굴절률이 1.36242 (λ=589.3 nm 및 18.35 ℃ 또는 65.03 ℉에서)인 물보다 약간 더 굴절률이 높다. 에탄올의 삼중점은 4.3 × 10−4 Pa의 압력에서 150 K이다.

### 용매 특성
에탄올은 물 및 아세트산, 아세톤, 벤젠, 사염화 탄소, 클로로포름, 다이에틸 에터, 에틸렌 글리콜, 글리세롤, 나이트로메테인, 피리딘, 톨루엔을 포함한 많은 유기 용매와 혼합될 수 있는 다목적 용매이다. 용매로서의 주요 용도는 아이오딘 팅크제, 감기 시럽 등을 만드는 데 있다. 에탄올은 또한 펜테인 및 헥세인과 같은 경질 지방족 탄화수소 및 1,1,1-트라이클로로에테인 및 테트라클로로에틸렌과 같은 지방족 염화물과 혼합된다.
에탄올과 물의 혼화성은 탄소수가 증가함에 따라 물과의 혼화성이 급격히 감소하는 긴 사슬 알코올(5개 이상의 탄소 원자들로 구성)의 비혼화성과 대조된다. 에탄올과 알케인의 혼화성은 알케인에서 운데케인까지로 제한된다. 도데케인과 고급 알케인과의 혼합물은 특정 온도(도데케인의 경우 약 13 °C) 미만에서 혼화성 갭을 나타낸다. 혼화성 갭은 알케인의 탄소 수가 증가할수록 더 넓어지는 경향이 있으며 완전한 혼화성을 위한 온도가 증가하게 된다.
에탄올과 물의 혼합물은 주어진 분획에서 개별 성분들의 합보다 부피가 적다. 같은 부피의 에탄올과 물을 혼합하면 1.92 부피의 혼합물이 생성된다. 에탄올과 물의 혼합은 발열성이며 298 K에서 최대 777 J/mol의 열이 방출된다.
에탄올과 물의 혼합물은 약 89 몰 %의 에탄올과 11 몰 %의 물에서 공비혼합물을 형성하거나 351K (78 °C)에서 끓는 상압에서 질량 기준 95.6%의 에탄올(또는 부피 기준 97%의 에탄올)의 혼합물을 형성한다. 이러한 공비 구성은 온도 및 압력에 크게 의존하며 303 K 미만의 온도에서 사라진다.

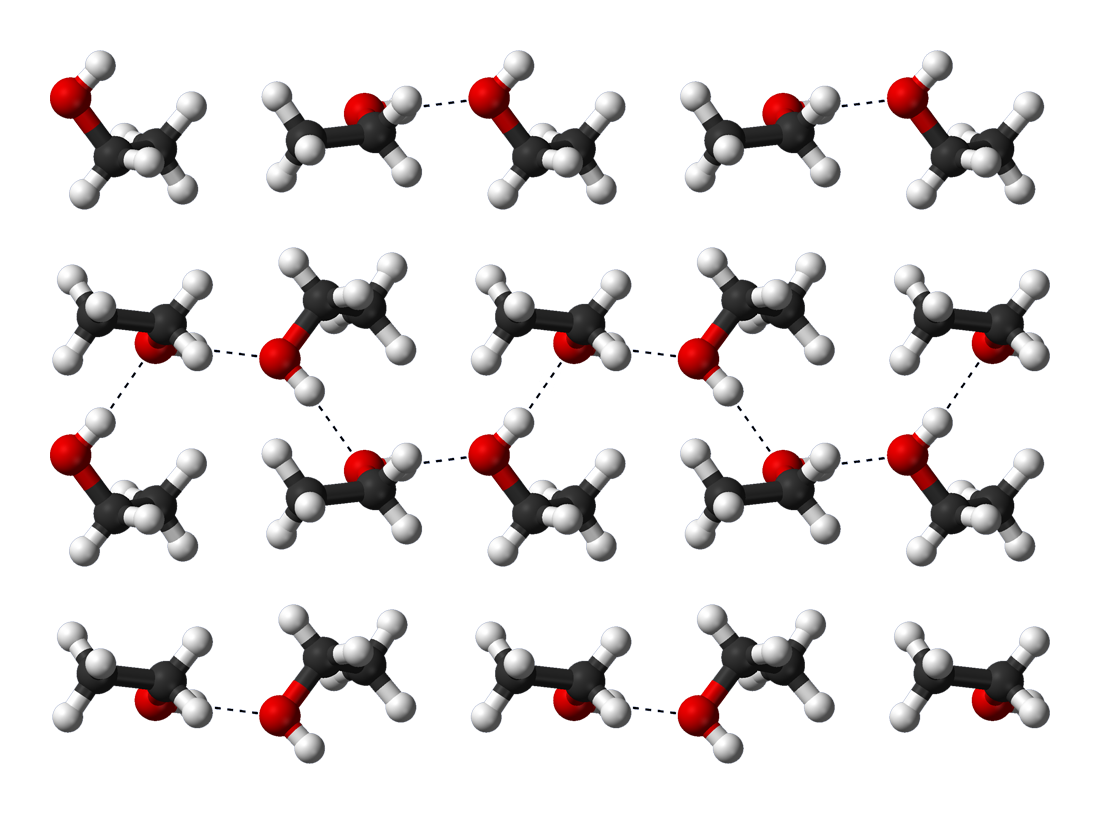
−186 °C에서 고체 에탄올의 수소 결합

수소 결합은 순수한 에탄올이 공기 중의 물을 쉽게 흡수할 수 있을 정도의 흡습성을 갖게 한다. 하이드록실기의 극성으로 인해 에탄올은 많은 이온성 화합물, 특히 수산화 나트륨, 수산화 칼륨, 염화 마그네슘, 염화 칼슘, 염화 암모늄, 브로민화 암모늄, 브로민화 나트륨을 용해시킬 수 있다. 염화 나트륨과 염화 칼륨은 에탄올에 약간 용해된다. 에탄올 분자는 또한 비극성 말단을 가지고 있기 때문에 대부분의 에센셜 오일과 수많은 향료, 착색제 및 의약 물질을 포함한 비극성 물질들도 용해한다.
물에 몇 %의 에탄올을 첨가해도 물의 표면 장력이 급격히 감소한다. 이러한 특성은 "와인의 눈물" 현상을 부분적으로 설명해 준다. 유리잔에 들어 있는 와인을 휘저으면 유리벽에 있는 와인의 얇은 막에서 에탄올이 빠르게 증발한다. 와인의 에탄올 함량이 감소함에 따라 표면 장력이 증가하고 얇은 필름이 매끄러운 시트가 아니라 유리벽을 따라 구슬 모양으로 흘러내린다.

### 가연성
에탄올과 물의 혼합 용액은 인화점이라고 불리는 온도 이상으로 가열되고 점화되면 불이 붙는다. 질량 기준 20% 알코올(부피 기준 약 25%)의 경우 약 25 °C (77 °F)에서 일어난다. 순수한 에탄올의 인화점은 13 °C (55 °F)이지만 압력과 습도와 같은 대기 조성의 영향을 아주 약간 받을 수 있다. 에탄올 혼합물은 평균 실온 이하에서 발화할 수 있다. 에탄올은 농도가 질량 기준 2.35%(부피 기준 약 3.0%)를 초과하는 농도에서 인화성 액체(3등급 위험 물질)로 간주된다.
| 에탄올의 질량백분율 (%) | 온도 | 온도             |
| 에탄올의 질량백분율 (%) | °C   | °F               |
| ----------------------- | ---- | ---------------- |
| 1                       | 84.5 | 184.1[80]        |
| 2                       | 64   | 147[80]          |
| 2.35                    | 60   | 140[80][79]      |
| 3                       | 51.5 | 124.7[80]        |
| 5                       | 43   | 109[82]          |
| 6                       | 39.5 | 103.1[80]        |
| 10                      | 31   | 88[82]           |
| 20                      | 25   | 77[80]           |
| 30                      | 24   | 75[82]           |
| 40                      | 21.9 | 71.4[82]         |
| 50                      | 20   | 68[82][80]       |
| 60                      | 17.9 | 64.2[82]         |
| 70                      | 16   | 61[82]           |
| 80                      | 15.8 | 60.4[80]         |
| 90                      | 14   | 57[82]           |
| 100                     | 12.5 | 54.5[82][80][78] |
타는 알코올을 사용해서 만든 요리를 플랑베라고 한다.

## 자연 생성
에탄올은 효모의 대사 과정의 부산물이다. 따라서 에탄올은 모든 효모의 서식지에 존재한다. 에탄올은 일반적으로 지나치게 익은 과일에서 찾을 수 있다. 공생하는 효모에 의해 생성된 에탄올은 베르탐 야자 꽃에서 발견할 수 있다. 붓꼬리나무두더지와 같은 일부 동물은 에탄올을 찾는 행동을 나타내지만, 대부분 동물들은 에탄올을 함유하고 있는 음식물에 관심을 나타내지 않거나 회피한다. 에탄올은 또한 혐기성 미생물로 인해 많은 식물에서 발아하는 동안 자연적으로 생성된다. 에탄올은 우주 공간에서 발견되며 성간운의 먼지 입자에 얼음 코팅을 형성한다. 건강한 지원자의 날숨에서 내인성 에탄올과 아세트알데하이드가 극소량(평균 196 ppb) 검출되었다. 장발효증후군으로도 알려져 있는 자동양조증후군은 소화계에서 내인성 발효를 통해 취할 정도의 에탄올을 생성하는 보기 드문 의학적 증상이다.

## 생산

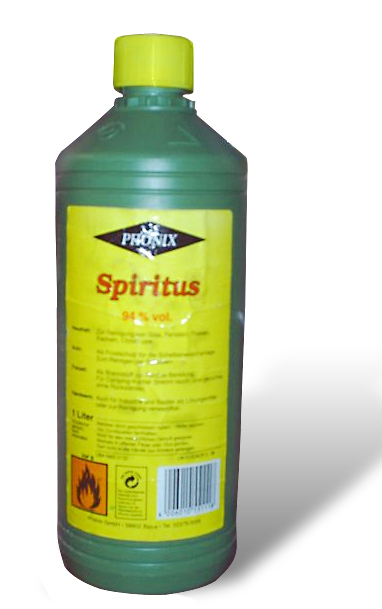
가정용 병에 담겨 있는 94% 변성 에탄올

에탄올은 에탄올의 수화를 통해 석유화학적으로도 생산되며, 효모가 당을 발효시키는 생물학적 과정을 통해서도 생산된다. 어느 공정이 더 경제적인지는 석유 및 곡물 공급 원료의 일반적인 가격에 따라 달라진다. 1970년대에 미국에서 대부분의 산업용 에탄올은 석유화학 제품으로 만들어졌지만 1980년대에 미국은 옥수수 기반의 에탄올에 보조금을 지급했으며 오늘날에는 대부분 옥수수 기반의 에탄올로 생산된다. 인도에서는 사탕수수로 에탄올을 만든다.

### 에틸렌 수화
산업용 공급 원료 또는 용매(때때로 합성 에탄올이라고도 함)로 사용하기 위한 에탄올은 주로 에틸렌의 산 촉매 수화에 의해 석유화학 공급 원료로부터 만들어진다.
C
2H
4 + H
2O → CH
3CH
2OH
가장 일반적인 촉매는 인산이며, 실리카 겔이나 규조토와 같은 다공성 지지체에 흡착된다. 이 촉매는 1947년에 쉘 오일 컴퍼니에서의 대규모 에탄올 생산에 처음으로 사용되었다. 반응은 에틸렌 대 증기의 비율이 5:3으로 유지되는 300 °C (572 °F)에서 고압 증기의 존재 하에 수행된다. 이 공정은 유니온 카바이드 및 미국의 다른 기업들에서 산업적 규모로 사용되었지만, 현재는 리온델바셀에서만 상업적으로 사용한다.
1930녕에 유니온 카바이드에 의해 산업적 규모로 처음 시행되었으며, 지금은 거의 사용하지 않는 오래된 공정으로, 에틸렌을 진한 황산과 반응시켜 간접적으로 수화되게 하여 황산 에틸을 생성하고, 이를 가수분해하여 에탄올을 생성하고 황산을 재생하는 다음과 같은 공정이 있다.
C
2H
4 + H
2SO
4 → CH
3CH
2SO
4H
CH
3CH
2SO
4H + H
2O → CH
3CH
2OH + H
2SO
4

### CO2로부터 생성
에탄올은 생물학적 및 전기화학적 반응을 통해 실험실에서 이산화 탄소로부터 생산되었다.
CO2 + H
2O →  CH
3CH
2OH + 부산물

### 발효
알코올 음료 및 연료의 에탄올은 발효에 의해 생성된다. 특정 종의 효모(예: 사카로미케스 케레비시아이(Saccharomyces cerevisiae))는 당을 대사하여 에탄올과 이산화 탄소를 생성한다. 화학 반응식은 다음과 같다.
C
6H
12O
6 → 2 CH
3CH
2OH + 2 CO2
C
12H
22O
11 + H
2O → 4 CH
3CH
2OH + 4 CO2
발효는 에탄올을 생산하기 위해 유리한 열 조건에서 효모를 배양하는 과정이다. 이 과정은 약 35–40 °C (95–104 °F)에서 수행된다. 에탄올은 효모에 대해 독성을 지니고 있기 때문에 양조를 통해 얻을 수 있는 에탄올의 농도는 제한된다. 따라서 높은 농도의 에탄올을 얻기 위해서 강화 또는 증류를 한다. 에탄올에 대한 내성이 가장 큰 호모 균주는 부피 기준으로 약 18%의 에탄올까지 생존할 수 있다.
곡물과 같은 녹말로부터 에탄올을 생산하려면 먼저 녹말을 당으로 전환해야 한다. 맥주 양조에서는 전통적으로 아밀레이스를 생성하는 맥아 또는 발아하는 곡물을 이용함으로써 녹말을 당으로 전환하였다. 맥아를 으깨면 아밀레이스가 남아있는 녹말을 당으로 전환시킨다.

#### 셀룰로스
에탄올 발효용 당은 셀룰로스로부터도 얻을 수 있다. 이 기술을 적용하면 옥수수속대, 짚, 톱밥과 같은 셀룰로스를 함유한 농업 부산물을 재생 가능한 에너지 자원으로 전환할 수 있다. 사탕수수 버개스와 같은 농업 잔류물 및 스위치그래스와 같은 에너지 작물도 발효 가능한 당 공급원이 될 수 있다.

### 테스팅

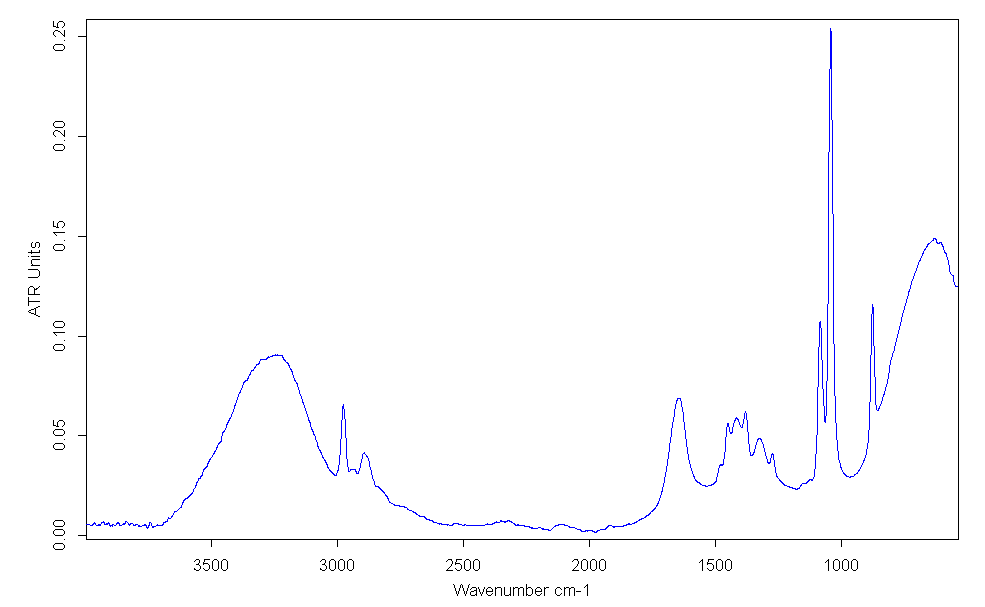
액체 에탄올의 적외선 반사 스펙트럼으로 3300 cm^{−1} 근체에 중심이 있는 −OH 밴드와 2950 cm^{−1} 근처에 C−H 밴드가 있음.

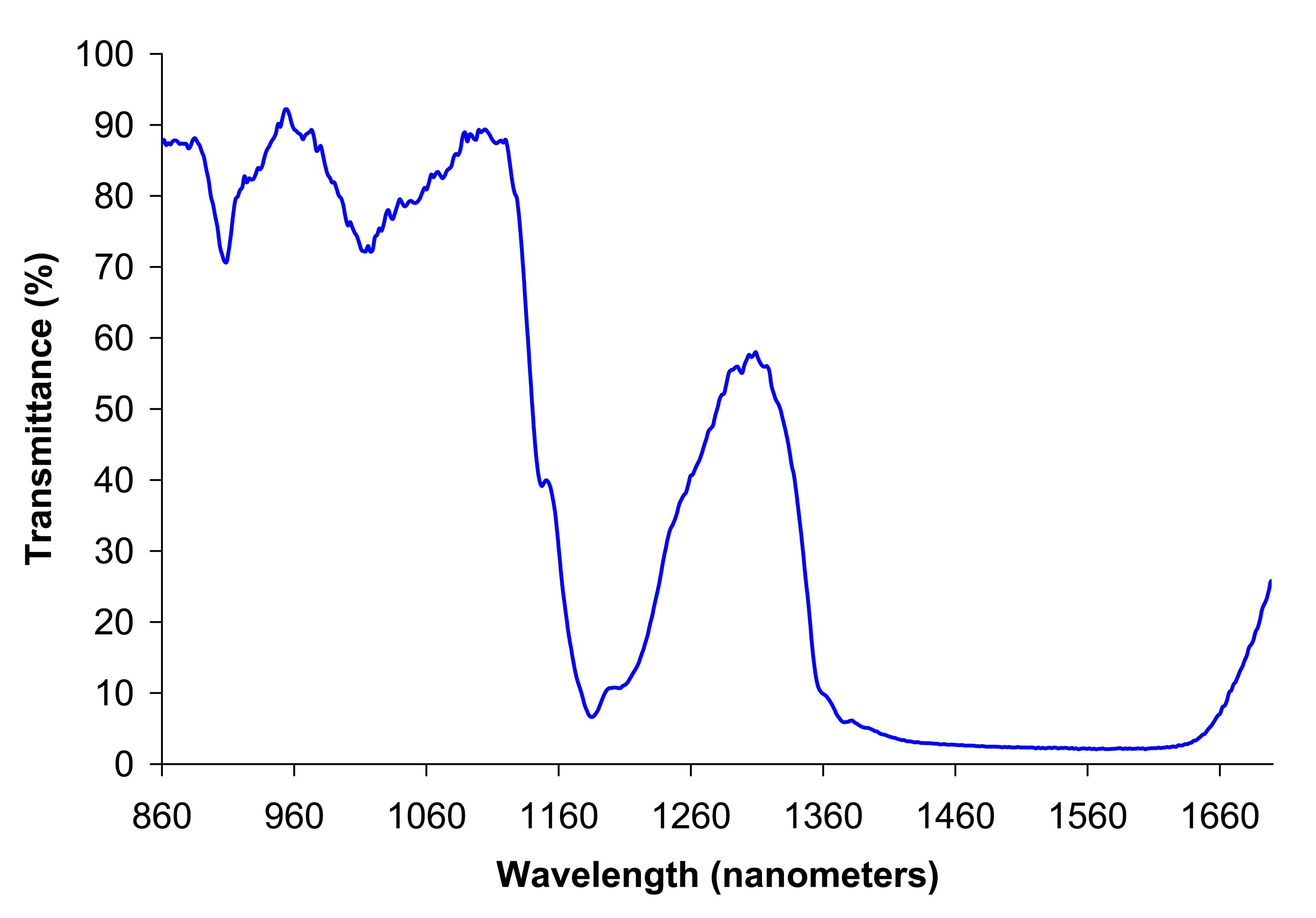
액체 에탄올의 근적외선 스펙트럼

양조장과 바이오연료 공장은 에탄올 농도를 측정하기 위해 두 가지 방법을 사용한다. 적외선 에탄올 센서는 2900 cm−1에서 C−H 밴드를 사용하여 용해된 에탄올의 진동 주파수를 측정한다. 이 방법은 에탄올 함량을 계산하기 위해 C−H 밴드와 기준 밴드를 비교하는 비교적 저렴한 고체상 센서를 사용한다. 계산은 비어-람베르트 법칙을 사용한다. 또는 비중계를 사용해서 출발 물질의 밀도와 생성물의 밀도를 측정하여 발효 중 비중의 변화로 알코올의 함량을 표시한다. 이와 같은 저렴하고 간접적인 방법은 맥주 양조 산업에서 오랜 역사를 가지고 있다.

## 정제

### 증류
에틸렌 수화 또는 양조는 에탄올과 물의 혼합물을 생성한다. 대부분의 산업용 및 연료용의 경우 에탄올을 정제해야 한다. 대기압에서 분별 증류하면 에탄올을 중량 기준 95.6%(89.5 몰%)까지 농축할 수 있다. 이 혼합물은 끓는점이 78.1 °C (172.6 °F)인 공비혼합물이며, 증류로 더 이상 정제할 수 없다. 벤젠, 사이클로헥세인 또는 헵테인과 같은 연행제의 첨가는 에탄올, 물, 연행제를 포함하는 새로운 삼원 공비혼합물을 형성한다. 이러한 낮은 끓는점의 삼원 공비혼합물은 우선적으로 제거되어 물을 포함하지 않는 에탄올이 된다.

### 분자체 및 건조제
증류와는 별도로 에탄올은 분자체(molecular sieve, 分子箭), 셀룰로스, 옥수수 가루와 같은 건조제를 첨가하여 건조시킬 수 있다. 건조제는 건조하여 재사용할 수 있다. 분자체를 사용하여 95.6% 에탄올 용액에서 물을 선택적으로 흡수할 수 있다. 제올라이트의 일종인 공극의 크기가 3 Å인 분자체는 에탄올 분자를 배제하면서 물 분자는 효과적으로 격리시킨다. 젖은 체를 가열하면 수분이 빠져나와 건조제 기능이 재생된다.

### 막과 역삼투
막을 이용하여 에탄올과 물을 분리할 수도 있다. 분리가 증기-액체 평형을 기반으로 하지 않기 때문에 막 기반 분리는 물과 에탄올의 공비혼합물의 제한을 받지 않는다. 막은 소위 하이브리드 막 증류 공정에서 자주 사용된다. 이 공정은 첫 번째 분리 단계로 사전 농축 증류 컬럼을 사용한다. 그런 다음 증기 투과 또는 투과 증발 모드로 작동되는 막을 사용하여 추가 분리를 수행한다. 증기 투과는 증기막 피드를 사용하고 투과 증발은 액체막 피드를 사용한다.

### 기타 기술
다음을 포함한 다양한 기타 기술들이 논의되었다.
- 불용성을 이용하기 위해 탄산 칼륨을 사용하여 염을 형성하면 에탄올과 물로 상이 분리된다. 이것은 증류에 의해 제거될 수 있는 에탄올에 매우 작은 탄산 칼륨 불순물을 제공한다. 이 방법은 에탄올이 물과 공비혼합물을 형성하기 때문에 증류에 의한 에탄올의 정제에 매우 유용하다.
- 탄소 나노스파이크 필름 상의 구리 나노입자를 촉매로 사용하여 주변 조건에서 이산화 탄소를 에탄올로 직접적인 전기화학적 환원[105]
- 초임계 이산화 탄소에 의한 곡물 매쉬로부터 에탄올의 추출
- 투과증발
- 분별 동결은 전통적인 방법으로 만든 애플잭과 같은 발효 알코올 용액을 농축하는 데에도 사용된다.
- 압력 순환 흡착공정[106]

### 에탄올의 등급

#### 변성 알코올
순수한 에탄올과 알코올 음료는 향정신성 약물로 무거운 세금이 부과되지만 에탄올은 섭취 외에도 다양한 용도로 사용된다. 이러한 용도에 대한 세금 부담을 완화시키기 위해 대부분의 사법권역에서는 에탄올을 마시기에 부적합하게 만들기 위해 에탄올에 물질을 첨가한 경우에는 세금을 면제한다. 이러한 물질에는 벤조산 데나토늄과 같은 고미제와 메탄올, 나프타, 피리딘과 같은 독소가 포함된다. 이러한 종류의 제품을 변성 알코올이라고 한다.

#### 무수 알코올
무수 알코올은 수분 함량이 낮은 에탄올을 지칭한다. 최대 수분 함량이 1%에서 몇 ppm 수준까지 다양한 등급이 있다. 공비 증류를 사용하여 물을 제거하는 경우 미량의 물질 분리제(예: 벤젠)이 포함될 수도 있다. 무수 알코올은 사람이 섭취해서는 안된다. 무수 알코올은 물이 다른 화학 물질과 반응하는 실험실 및 산업 응용 분야의 용매 및 연료 알코올로 사용된다. 분광 에탄올은 자외선 및 가시광선의 흡광도가 낮은 무수 에탄올로 자외선 가시광선 분광법에서 용매로 사용하기에 적합하다.
순수 에탄올은 미국에서 200 프루프, 영국에서 175도 프루프에 해당한다.

#### 정류 알코올
96% 에탄올에 4%의 수분을 함유한 공비조성물인 정류 알코올(rectified spirit, 정류정, 정류된 주정)은 무수 에탄올 대신에 다양한 용도로 사용된다. 와인의 정류된 주정은 약 94%(188 프루프) 에탄올이다. 불순물은 95%(190 프루프)의 실험실 에탄올의 불순물과는 다르다.

## 반응
에탄올은 1차 알코올로 분류되는데, 이는 하이드록실기가 부착된 탄소에 적어도 2개의 수소 원자가 부착되어 있음을 의미한다. 많은 에탄올 반응들은 에탄올의 하이드록실기에서 일어난다.

### 에스터 형성
산 촉매가 존재하는 경우, 에탄올은 카복실산과 반응하여 에틸 에스터와 물을 다음과 같이 생성한다.
RCOOH + HOCH2CH3 → RCOOCH2CH3 + H2O
산업적으로 대규모로 수행되는 이 반응은 반응 혼합물이 생성될 때 물을 제거해야 한다. 에스터는 산이나 염기가 있을 때 반응하여 알코올과 염을 다시 생성한다. 이 반응은 비누를 만드는 데 사용되기 때문에 비누화라고 한다. 에탄올은 또한 무기산과 반응하여 에스터를 생성할 수 있다. 황산 다이에틸과 인산 트라이에틸은 에탄올을 각각 삼산화 황과 오산화 인으로 처리하여 제조한다. 황산 다이에틸은 유기 합성에서 유용한 에틸화제이다. 에탄올을 아질산 나트륨 및 황산과 반응시켜 제조한 아질산 에틸은 예전에 이뇨제로 사용되었다.

### 탈수
산 촉매가 존재하면 에탄올은 에틸렌으로 전환된다. 일반적으로 산화 알루미늄과 같은 고체산이 사용된다.
CH3CH2OH  →  H2C=CH2 + H2O
당으로부터 생산된 에탄올(주로 브라질)을 기반으로 생산된 에틸렌은 나프타 및 에테인과 같은 석유화학 원료에서 생산된 에틸렌과 경쟁한다.
대체 조건에서 다이에틸 에터는 다음과 같이 생성된다.
2 CH3CH2OH  → CH3CH2OCH2CH3 + H2O

### 연소
에탄올은 완전 연소되면 이산화 탄소와 물을 생성한다.
C2H5OH (l) + 3 O2 (g) → 2 CO2 (g) + 3 H2O (l); −ΔHc = 1371 kJ/mol = 29.8 kJ/g = 327 kcal/mol = 7.1 kcal/g
C2H5OH (l) + 3 O2 (g) → 2 CO2 (g) + 3 H2O (g); −ΔHc = 1236 kJ/mol = 26.8 kJ/g = 295.4 kcal/mol = 6.41 kcal/g
비열 = 2.44 kJ/(kg·K)

### 산-염기 화학
에탄올은 중성 분자이며, 물에 용해된 에탄올 용액의 pH는 거의 7.0이다. 에탄올은 나트륨과 같은 알칼리 금속과의 반응에 의해 짝염기인 에톡사이드 이온(CH3CH2O−)으로 정량적으로 전환될 수 있다.
2 CH3CH2OH + 2 Na → 2 CH3CH2ONa + H2
또는 수산화 나트륨과 같은 매우 강한 염기와 반응한다.
CH3CH2OH + NaH → CH3CH2ONa + H2
물과 에탄올의 산도는 각각 pKa 15.7과 16으로 거의 동일하다. 따라서 나트륨 에톡사이드와 수산화 나트륨은 밀접하게 균형을 이루는 평형 상태로 존재한다.
CH3CH2OH + NaOH  ⇄  CH3CH2ONa + H2O

### 할로젠화
에탄올은 에틸 할라이드의 전구체로 산업적으로 사용되지는 않는다. 에탄올은 할로젠화 수소와 반응하여 SN2 반응을 통해 클로로에테인 및 브로모에테인과 같은 에틸 할라이드를 생성한다.
CH3CH2OH + HCl → CH3CH2Cl + H2O
이러한 반응에는 염화 아연과 같은 촉매가 필요하다. HBr은 황산 촉매로 환류해야 한다. 에틸 할라이드는 원칙적으로 염화 싸이오닐 또는 삼브로민화 인과 같은 보다 전문화된 할로젠화제로 에탄올을 처리하여 생성할 수도 있다.
CH3CH2OH + SOCl2 → CH3CH2Cl + SO2 + HCl
염기의 존재 하에 할로젠으로 처리하면 에탄올은 상응하는 트라이할로메테인(CHX3, 여기서 X = Cl, Br, I)을 생성한다. 이러한 전환을 할로폼 반응이라고 한다. 염소와의 반응에서 중간생성물은 클로랄이라고 하는 알데하이드이며, 물과 반응하면 클로랄 수화물을 형성한다.
4 Cl2 + CH3CH2OH → CCl3CHO + 5 HCl
CCl3CHO + H2O → CCl3C(OH)2H

### 산화
에탄올은 시약 및 조건에 따라 아세트알데하이드로 산화된 다음 아세트산으로 산화될 수 있다. 이러한 산화는 산업적으로 중요하지 않지만 인체에서 이러한 산화 반응은 간에서 알코올 탈수소효소에 의해 촉매된다. 에탄올의 산화 생성물인 아세트산은 사람에서 아세틸-CoA의 전구체로 사용되며, 아세틸-CoA의 아세틸기는 에너지로 사용되거나 생합성에 사용될 수 있다.

### 물질대사
에탄올은 열량을 제공할 수 있다는 점에서 단백질, 지방, 탄수화물과 같은 주영양소와 유사하다. 섭취 및 대사될 때 에탄올 대사를 통해 그램 당 7 칼로리를 제공한다.

## 안전성
순수한 에탄올은 피부와 눈을 자극한다. 메스꺼움, 구토 및 중독은 에탄올 섭취의 증상이다. 에탄올을 장기간 섭취하면 심각한 간 손상을 초래할 수 있다. 1/1,000 이상의 대기 농도는 유럽 연합의 작업 노출 한도를 초과한다.

## 역사
당을 에탄올로 발효시키는 것은 인류가 사용한 최초의 생명공학적 방법 중 하나이다. 에탄올은 역사적으로 와인의 주정이나 열렬한 영혼 그리고 아쿠아 비타(aqua vita)로 다양하게 인식되어 왔다. 에탄올 섭취시 취하는 효과는 고대부터 알려져 왔다. 에탄올은 선사 시대부터 알코올 음료의 취하게 하는 성분으로 사람에 의해 사용되었다. 중국에서 발견된 9000년된 그릇의 마른 찌꺼기는 신석기 시대 사람들이 술을 마셨음을 시사한다.
포도주에 가연성이 있는 성분이 있다는 것은 아리스토텔레스(기원전 384년~322년), 테오프라스토스(기원전 371년~287년경), 대플리니우스(기원전 23/24년~서기 79년)와 같은 고대 자연철학자들에게 이미 알려져 있었다. 그러나 이것은 2세기와 3세기에 로마령 이집트에서 더 진보된 증류 기술의 발달에도 불구하고, 에탄올의 분리로 즉각적으로 이어지지는 않았다. 자비르 이븐 하이얀(서기 9세기)의 저서 중 하나에서 처음 발견되는 중요한 인식은 끓는 포도주에 소금을 첨가하여 포도주의 상대 휘발도를 증가시켜 결과적으로 증기의 가연성을 높일 수 있다는 것이었다. 포도주의 증류는 킨디(801년~873년경)와 파라비(872년~950년경)의 아랍 작품과 알 자흐라위(라틴어: Abulcasis, 936년~1013년)의 28번째 책인 《Kitāb al-Taṣrīf》 (나중에 라틴어로 번역된 《Liber servatoris》)에서 입증된다. 12세기에 소금을 넣은 포도주를 증류하여 아쿠아 아르덴(aqua ardens, "불타는 물", 즉 에탄올)을 생산하는 제법이 많은 라틴 작품에 등장하기 시작했고, 13세기 말에는 서유럽의 화학자들 사이에서 널리 알려진 물질이 되었다.
타데오 알데로티(1223년~1296년)의 연구는 90%의 에탄올 순도를 얻을 수 있는 수냉식 증류기를 통한 반복적인 분별 증류를 포함하는 에탄올 농축 방법을 설명했다. 에탄올의 의학적 특성은 아르날두스 드 빌라 노바(1240년~1311년)와 장 드 로케타일라드(1310년~1366년경)에 의해 연구되었으며, 후자는 모든 질병을 예방할 수 있는 생명을 보존할 수 있는 물질(아쿠아 비타 또는 "생명수, 장은 포도주의 정수라고도 함)로 간주했다.
중국에서의 고고학적 증거에 따르면 알코올의 진정한 증류는 12세기 금(1115년~1234년) 또는 남송(1127년~1279년)에서 시작되었다. 12세기에 만들어진 허베이성 칭룽의 유적지에서 유물이 발견되었다. 인도에서 알코올의 진정한 증류는 중동에서 도입되어 시작되었으며, 14세기까지 델리 술탄국에서 널리 사용되었다.
1796년 독일계 러시아인 화학자 요한 토비아스 로위츠(Johann Tobias Lowitz)는 부분적으로 정제된 에탄올(알코올과 물의 공비혼합물)을 과량의 무수 알칼리와 혼합한 다음 저열로 혼합물을 증류하여 순수한 에탄올을 얻었다. 프랑스의 화학자 앙투안 라부아지에는 에탄올을 탄소, 수소, 산소의 화합물로 설명했으며, 1807년에 니콜라스 시어도어 드 소쉬르는 에탄올의 화학식을 결정했다. 50년 후 아치볼드 스콧 쿠퍼는 에탄올의 구조식을 발표했다. 이것은 최초로 결정된 구조식들 중 하나이다.
에탄올은 1825년에 마이클 패러데이에 의해 최초로 합성 제조되었다. 패러데이는 황산이 많은 양의 석탄 가스를 흡수할 수 있음을 발견했다. 패러데이는 "설포빈산"(황산 에틸)이 포함되어 있음을 발견한 영국의 화학자 헨리 헨넬에게 결과로 생성된 용액을 주었다. 1828년에 헨넬과 프랑스의 화학자 조르주 시몽 세룰라스는 술포빈산이 에탄올로 분해될 수 있다는 것을 각각 독립적으로 발견했다. 1825년에 패러데이는 에틸렌(석탄 가스의 성분)으로부터 에탄올이 현재의 산업용 에탄올 합성과 유사한 산 촉매 수화 과정을 통해 생성될 수 있다는 것을 자신도 모르게 발견했다.
에탄올은 일찍이 1840년에 미국에서 램프 연료로 사용되었지만 남북전쟁 동안 산업용 알코올에 부과된 세금으로 인해 이러한 사용은 비경제적이게 되었다. 세금은 1906년에 폐지되었다. 자동차 연료로 사용하기 시작한 시기는 1908년으로 거슬러 올라가며, 포드 모델 T는 휘발유(가솔린) 또는 에탄올로 작동했다. 에탄올은 알코올 램프의 연료이기도 하다.
산업용 에탄올은 보통 에틸렌으로부터 생산된다. 에탄올은 향료, 착색제, 의약품을 포함하여 사람의 접촉 또는 소비를 위한 물질들의 용매로 널리 사용된다. 화학에서 이는 다른 제품의 합성을 위한 용매이자 공급 원료이다. 에탄올은 열과 빛을 내기 위한 연료로서 오랜 역사를 가지고 있으며 최근에는 내연기관의 연료로도 사용되고 있다.

## 같이 보기
- 프로판-1-올
- 뷰탄올 연료
- 인지질의 에탄올 유도 비층상
- 에텐올
- 에틴올
- 아이소프로필 알코올
- 메탄올
- 소독용 알코올
- 터트-뷰틸 알코올
- 알코올 연료의 연표

## 더 읽을거리
- Boyce, John M; Pittet, Didier (2003). “Hand Hygiene in Healthcare Settings”. Atlanta, GA: Centers for Disease Control. .
- Onuki, Shinnosuke; Koziel, Jacek A.; van Leeuwen, Johannes; Jenks, William S.; Grewell, David; Cai, Lingshuang (June 2008). 《Ethanol production, purification, and analysis techniques: a review》. 2008 ASABE Annual International Meeting. Providence, RI. 2013년 2월 16일에 확인함.
- “Explanation of US denatured alcohol designations”. 《Sci-toys》.
- Lange, Norbert Adolph (1967).  John Aurie Dean, 편집. 《Lange's Handbook of Chemistry》 10판. McGraw-Hill.